# Wojciech Panorama
Wojciech Panorama är en kulle i Antarktis. Den ligger i Östantarktis. Australien gör anspråk på området. Toppen på Wojciech Panorama är 52 meter över havet.
Terrängen runt Wojciech Panorama är huvudsakligen platt. Trakten är obefolkad. Det finns inga samhällen i närheten. 